# Erwin von Witzleben
Job-Wilhelm Georg Erdmann Erwin von Witzleben (Breslau, 4 de desembre de 1881 − Berlín, 8 d'agost de 1944) fou un mariscal de camp alemany durant la Segona Guerra Mundial. Un dels més notables conspiradors contra Hitler des de l'inici de la guerra i en el atentat del 20 de juliol de 1944.

## Inicis
Witzleben va néixer a Breslau (actualment Wrocław, Polònia), en una família de gran tradició militar, el seu pare Joachim Albeina reconegut Militar. Va assistir a les escoles de cadets de Wahlstatt i Lichterfelde. Va ingressar a l'exèrcit alemany el març de 1901, com a lloctinent al 7è Regiment de Granaders.

## Primera Guerra Mundial
Després de l'inici de la Primera Guerra Mundial, Witzleben va ser nomenat adjunt de la 19a Brigada de reserva. Va servir al front occidental, guanyant per això la Creu de Ferro. El 1917 va assumir el comandament d'un batalló del 6è d'Infanteria. L'any següent es va convertir en oficial de l'Estat Major a la 108 Divisió d'Infanteria.

## Entre guerres
Després de la Guerra, Witzleben va romandre al Reichswehr, i el gener de 1921 li fou donat el comandament de la VIII Companyia de metralladores. Va estar a l'Estat Major del Wehrkreis IV (1922-1925), el XII Regiment de Cavalleria (1925-1926) i la III Comandància d'Infanteria (1926-1928). Posteriorment va ser nomenat cap de l'Estat Major del Wehrkreis IV (1929-1931) i comandant del VIII Regiment d'Infanteria (1931-1933).
El 1934, Witzleben va ser ascendit a major general i nomenat comandant del Wehrkreis III, substituint el general Werner von Fritsch, nomenat comandant en cap de l'exèrcit.
Fort opositor d'Adolf Hitler i el seu govern a l'Alemanya nazi, Witzleben es va unir a Erich von Manstein, Wilhelm Leeb i Gerd von Rundstedt per demanar una investigació militar després de l'assassinat de Kurt von Schleicher en la Nit dels ganivets llargs. No obstant això, el ministre de Defensa, Werner von Blomberg, va rebutjar dur a terme aquesta recerca.
Witzleben enfurismar quan el seu amic, el general Werner von Fritsch, va ser rellevat com a comandant en cap de l'exèrcit sota acusació d'homosexualitat. Es va convertir en un fanàtic anti-nazi, començant a considerar la possibilitat, al costat d'altres oposats al règim com Ludwig Beck, Franz Halder, Wilhelm Canaris, Wolf von Helldorf, Kurt Hammerstein-Equord o Erich Hoepner, de donar un cop d'estat militar contra Hitler.
La Gestapo va tenir coneixement d'aquests plans, i el 1938 Witzleben va ser forçat a acceptar un prematur retir del servei actiu.

## Segona Guerra Mundial
En iniciar la Segona Guerra Mundial von Witzleben va ser de nou cridat al front, i posat al comandament del Primer Exèrcit Alemany el 1939, encomanant-li la invasió de França el maig de 1940. Les seves tropes van travessar la Línia Maginot el juny d'aquell mateix any, ocupant ràpidament Alsàcia i Lorena. Com a resultat d'aquesta acció, Witzleben va ser nomenat mariscal de camp. Witzleben es va quedar a França com a comandant en cap del Grup d'Exèrcits D, estant encarregat del teatre d'operacions occidental.
El 1942, després del fracàs de l'Operació Barbarroja, va començar de nou a conspirar contra Hitler. La Gestapo, novament informada d'aquestes activitats, informar el Führer, que el rellevar del seu càrrec i li va ordenar tornar a Alemanya. Durant els dos anys següents, Witzleben es va refugiar a la seva casa de camp.

## Atemptat del 20 de juliol de 1944 i execució

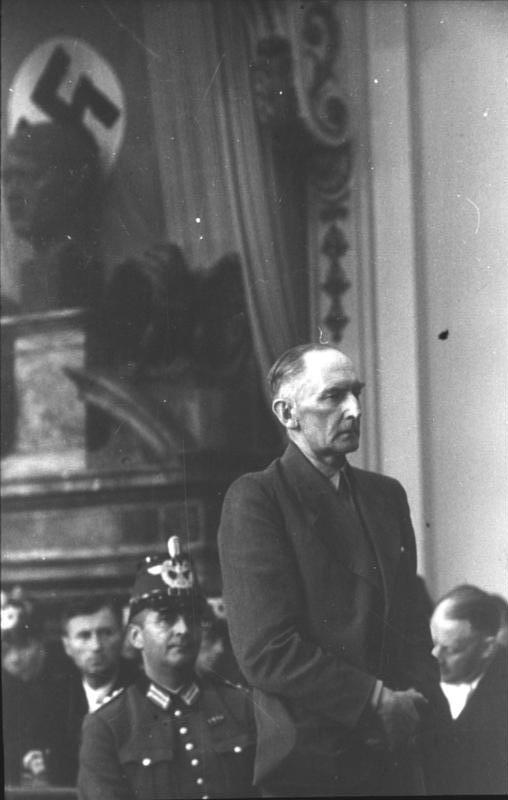
Erwin von Witzlebe durant el judici.

Witzleben va mantenir contacte amb els altres conspiradors de la Wehrmacht, i el 1944 va participar activament en l'Operació Valquíria, l'atemptat executat per Claus von Stauffenberg del 20 de juliol. Després que von Stauffenberg posés la bomba i els conspiradors creguessin que Hitler havia mort, Witzleben, que hauria estat comandant en cap de la Wehrmacht al planejat govern post-cop d'estat, va arribar al quarter general del Oberkommando des Heeren, a la Bendlerstrasse (avui Stauffenbergstraße) de Berlín, el 20 de juliol de 1944, per assumir el comandament de les forces colpistes.
Va ser arrestat l'endemà i jutjat pel Volksgerichtshof (Tribunal del poble) el 8 d'agost de 1944, sent humiliat durant el judici al ser-li prohibit portar cinturó i dentadura postissa pel jutge nazi Roland Freisler.
Va ser sentenciat a pena de mort i penjat nu amb una corda de piano aquell mateix dia, a la presó de Berlín - Plötzensee.